# Privilegium Heinricianum
Das Privilegium Heinricianum (auch Pactum Heinricianum) ist ein Privileg, das Kaiser Heinrich II. Papst Benedikt VIII. im Frühjahr 1020 ausstellte. Es handelte sich um eine Bestätigung und Erweiterung des Privilegium Ottonianum, das den kirchlichen Besitz in Italien und Regeln zur Papstwahl bestätigte.

## Form, Datierung, Überlieferung
Das Original ist verloren, aber aus Beschreibungen des 14. Jahrhunderts geht hervor, dass es sich um eine Purpururkunde handelte; der Text wurde mit Goldtinte auf ein purpurgefärbtes Pergament geschrieben und mit einer goldenen Bulle besiegelt.
Die Urkunde ist nicht datiert; die Zeugenliste macht aber klar, dass sie nur während der Reise Benedikts VIII. durch Deutschland ausgestellt worden sein kann, und zwar entweder in Fulda oder wahrscheinlicher in Bamberg.
Das Heinricianum ist abschriftlich erhalten, unter anderem in Form eines Transsumpt von 1245.

## Inhalt
Wie sein Vorgänger Otto I. im Ottonianum bestätigte Heinrich die in der Pippinischen Schenkung aufgezählten Gebiete (insbesondere große Teile Mittel- und Süditaliens) als Teil des Kirchenstaats, mit Ausnahme einiger Höfe, die er dem Hochstift Bamberg übertrug, während die römische Kirche im Tausch Gebiete in und bei Narni erhielt. Zusätzlich übertrug Heinrich der Kirche das Kloster Fulda. Schließlich unterstellte er das Bistum Bamberg dem Schutz des heiligen Petrus. In der ältere Forschung wurde dies als Exemtion verstanden.
Mit der Bestätigung des Ottonianum bestätigte das Heinricianum auch die seit der Constitutio Romana schriftlich fixierten Regeln der Papstwahl: Der Papst sollte dem Kirchenrecht entsprechend von „Klerus und Volk“ von Rom gewählt werden, jedoch erst nach Ablegung eines Treueeids vor kaiserlichen Gesandten (missi) geweiht werden.

## Edition
- Ed. Harry Bresslau, MGH DD H II. 427, S. 542–548 (dmgh.de)